# Antoine Audo
Antoine Audo SJ (* 3. Januar 1946 in Aleppo, Syrien) ist der amtierende Bischof von  Aleppo der Chaldäisch-katholischen Kirche.

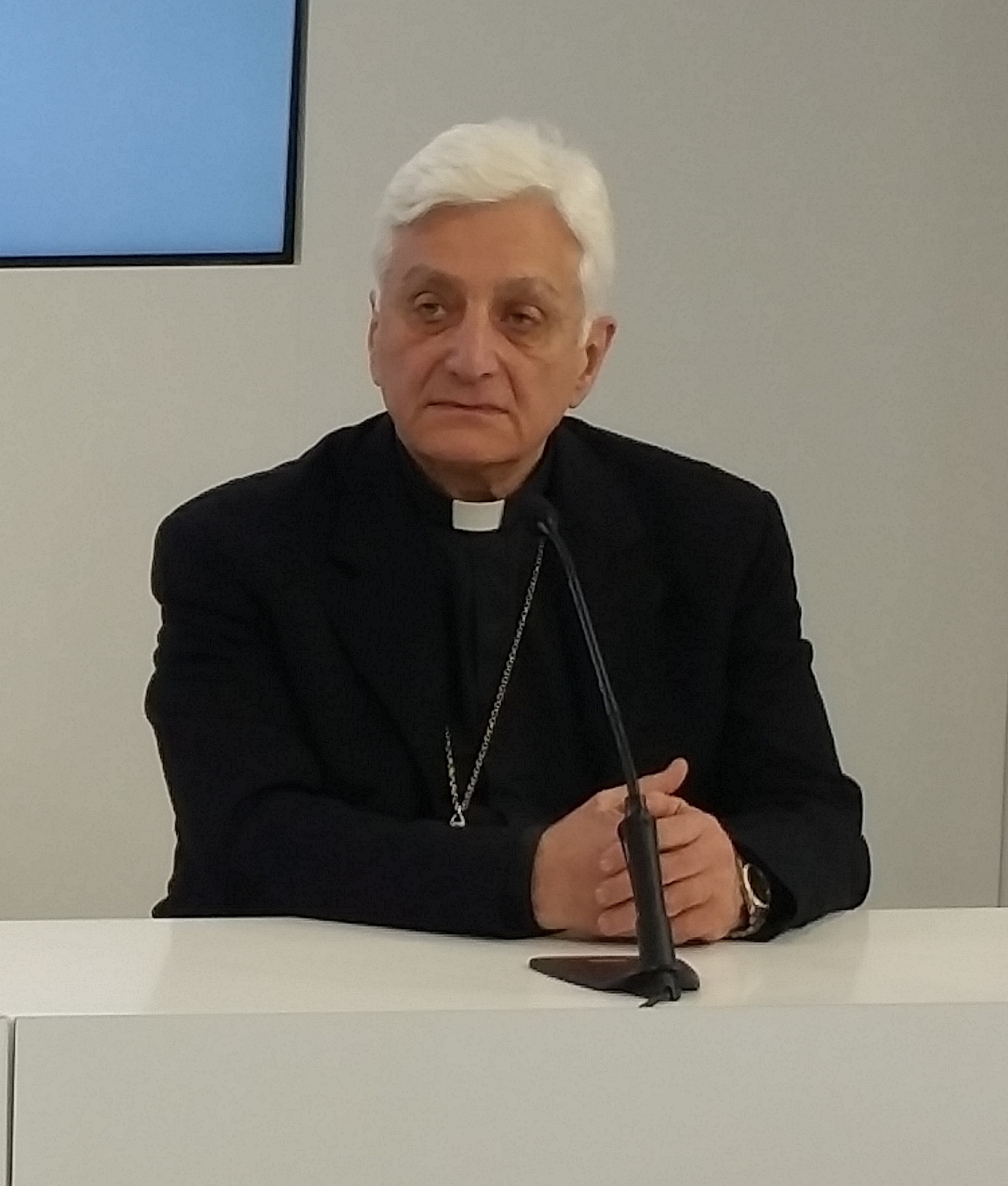
Antoine Audo (2016).

## Leben
Antoine Audo trat 1969 der Gesellschaft Jesu (Jesuiten) bei und wurde am 5. August 1979 zum Priester geweiht. Er studierte in Damaskus, Paris sowie Rom und wirkte als Professor der Bibelwissenschaften an der Université Saint-Joseph (Beirut) und der Université Saint-Esprit (Kaslik). Am 18. Januar 1992 wurde er zum Bischof der chaldäisch-katholischen Eparchie Aleppo (Syrien) mit Sitz in der Sankt-Joseph-Kathedrale ernannt und am 11. Oktober 1992 ordiniert. Bei der erfolglosen Wahlsynode in Bagdad nach dem Tod des Patriarchen Raphael I. Bidawid erhielt er 2003 zwölf der vierzehn nötigen Stimmen. Statt seiner wurde schließlich Emmanuel III. Delly gewählt.
Seit 29. Januar 2011 ist Antoine Audo Mitglied des Päpstlichen Rates der Seelsorge für die Migranten und Menschen unterwegs.